# Головтеєво
Головтеєво (рос. Головтеево) — село в Малоярославецькому районі Калузької області Російської Федерації.
Населення становить 1223 особи. Входить до складу муніципального утворення Село Головтєєво.

## Історія
Від 2004 року входить до складу муніципального утворення Село Головтєєво.

## Населення
| 2002 | 2010  |
| ---- | ----- |
| 1301 | ↘1223 |